# Krîvoșîiivka, Svatove
Krîvoșîiivka (în ucraineană Кривошиївка) este un sat în comuna Kuzemivka din raionul Svatove, regiunea Luhansk, Ucraina.

## Demografie
Componența lingvistică a localității Krîvoșîiivka
     Ucraineană (94,26%)
     Rusă (5,74%)
Conform recensământului din 2001, majoritatea populației localității Krîvoșîiivka era vorbitoare de ucraineană (94,26%), existând în minoritate și vorbitori de rusă (5,74%).